# NBA Live 97
NBA Live 97 é um jogo eletrônico parte da série de jogos NBA Live que foi desenvolvido pela EA Sports e publicado pela Electronic Arts e lançado em 1 de Novembro de 1996.